# Сарбя (Західнопоморське воєводство)
Сарбя (пол. Sarbia, нім. Zarben) — село в Польщі, у гміні Колобжеґ Колобжезького повіту Західнопоморського воєводства.
Населення — 400 осіб (2011).

## Демографія
Демографічна структура станом на 31 березня 2011 року:
|          | Загалом | Допрацездатний вік | Працездатний вік | Постпрацездатний вік |
| -------- | ------- | ------------------ | ---------------- | -------------------- |
| Чоловіки | 205     | 51                 | 139              | 15                   |
| Жінки    | 195     | 48                 | 112              | 35                   |
| Разом    | 400     | 99                 | 251              | 50                   |